# Carya illinoinensis

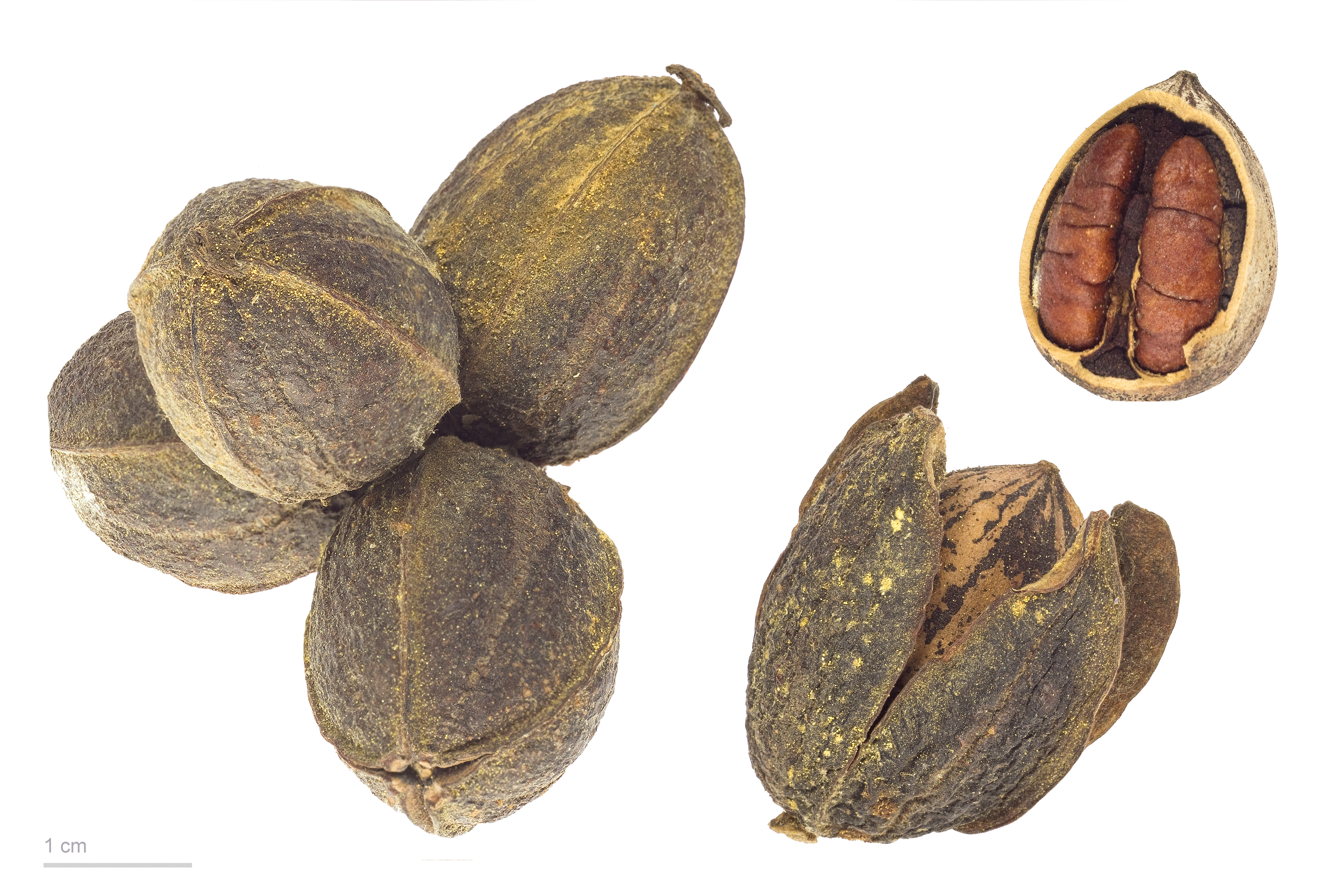
Carya illinoinensis

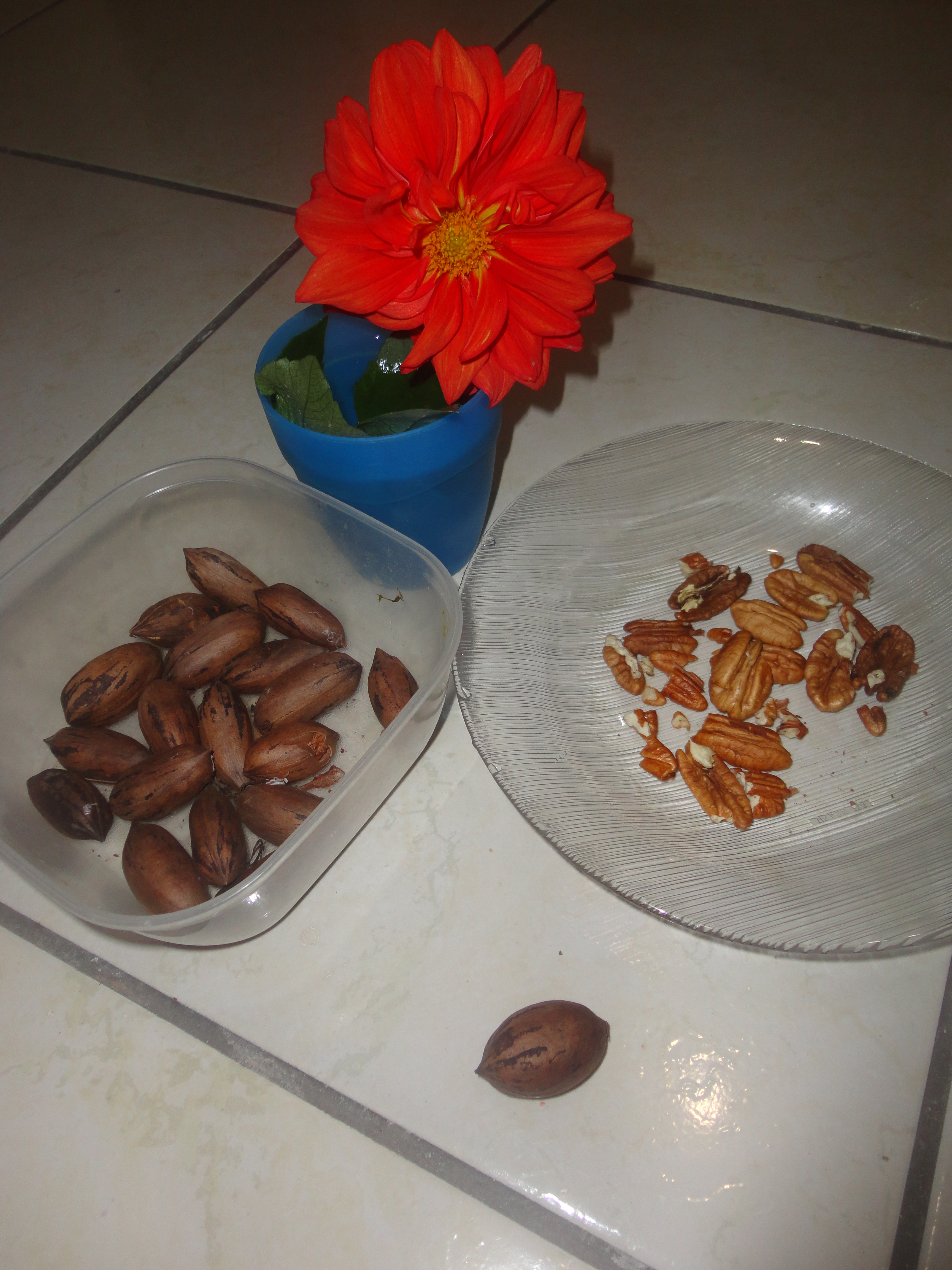
Noci pecan, intere e sgusciate

Il pecan (pron. pecàn; Carya illinoinensis (Wangenh.) K.Koch) è un albero da frutto e da legno appartenente alla famiglia Juglandaceae, coltivato principalmente nell'America del Nord per la raccolta dei suoi frutti, le noci pecan.

## Descrizione
Il pecan è un grande albero deciduo la cui altezza media raggiunge i 20–25 m, ma che può anche arrivare ai 40 m, con una circonferenza del tronco di 6 metri (misurazione effettuata ad un metro d'altezza).
Le foglie sono composte, imparipennate lunghe da 35 a 60 cm, a fillotassi alterna.
I fiori sono unisessuali riuniti in infiorescenze anch'essi unisessuali.
I frutti sono drupe ed hanno una forma cilindrica allungata. L'esocarpo esterno (il corrispettivo del mallo della noce) misura da 2 a 3 mm di spessore. L'endocarpo (la parte più interna del frutto) è legnosa. Il frutto viene raccolto a ottobre-novembre.
La noce di pecan, che di fatto è il seme, è di forma variabile, generalmente ovoidale, più o meno allungata; esteriormente ha aspetto liscio e colore bruno; misura da 3 a 4 cm in lunghezza e si attesta sui 2 cm di diametro. La parte edule (seme) è commercializzata spesso all'interno del guscio (che è l'endocarpo, la parte più interna del frutto) ed è circondata da una pellicola di colore rosso chiaro. Il suo sapore assomiglia a quello della noce.

## Distribuzione
La specie è originaria della parte centro-meridionale degli Stati Uniti d'America (Illinois, Iowa, Kansas, Missouri, Oklahoma, Texas, Louisiana). Si è però adattata e diffusa in tutta la parte settentrionale del continente americano.
Venne introdotta in Europa nel XIX secolo, ma ebbe una scarsa diffusione.
Nell'Italia meridionale è coltivata in piccoli appezzamenti specializzati in Sicilia e nel settore meridionale della Puglia. Le varietà coltivate in Italia sono: Kiowa, Wichita e Shoshoni.

## Coltivazione
Il pecan è una coltivazione recente: sebbene alberi di pecan selvatici fossero ben noti tra i nativi americani e i primi coloni ed i frutti venissero  consumati come una prelibatezza, la coltura commerciale del pecan negli Stati Uniti non iniziò fino al 1880.
Il maggior produttore (tra l'80 e il 95% della produzione totale) è rappresentato dagli Stati Uniti, dove si conta un centinaio di varietà.  I grandi Stati produttori sono: Texas, Georgia, Alabama, Louisiana e Oklahoma. Inoltre la pianta è coltivata in Brasile, Australia e Israele.

## Curiosità
Nel 1906, il governatore del Texas, James Stephen Hogg, si interessò a questa pianta e nel 1919 il pecan venne dichiarato albero simbolo dello stato.

## Galleria d'immagini

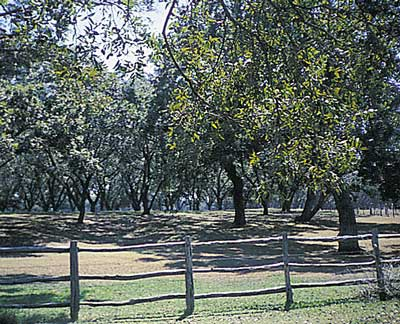
Piantagione di Pecan
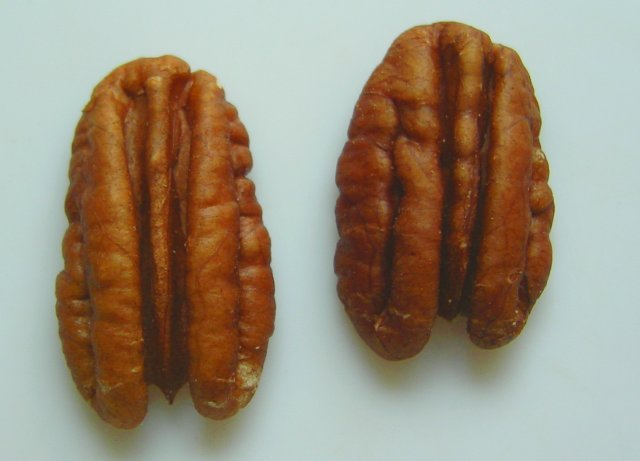
Gherigli di Pecan